# شيفا
شيفا (بالإنجليزية: Shiva، بالسنسكريتية: शिव، ويعني حرفيًا: «الميمون») يُعرف أيضًا باسم ماهاديفا (حرفيًا: «الإله العظيم») هو واحد من الآلهة العِظام في الهندوسية. هو الكيان الأعلى في الطريقة الشيفاوية، التي تُعد إحدى الطرائق الأساسية في الهندوسية المعاصرة.
يُعرف شيفا بـ «المدمر» في عقيدة تريمورتي، أي الثالوث الهندوسي الذي يضم براهما وفيشنو. في الطريقة الشيفاوية، شيفا واحد من الكيانات العليا التي تخلق، وتحمي وتقلّب الكون. في الطريقة الشاكتية، توصف الإلهة، أو ديفي، كواحدة من الآلهة العليا، ومع ذلك يُبجل شيفا إلى جانب فيشنو وبراهما. ذُكر وجود إلهة اسمها (شاكتي) هي طاقة كل منهم وقوته الخالقة، سوية مع بارفاتي (ساتي) شريكة شيفا المكافئة المتممة. هو أحد الآلهة الخمسة المتساوين في نظام بانتشاياتانا بوجا الخاص بطريقة سمارتا الهندوسية.
وفقًا لطائفة الشيفاوية، الهيئة العليا لإيشفارا عديمة الشكل، لا حصر لها، متسامية وبراهمان مطلقة لا تتبدل، والأتمان (الروح، النفس) الأولية للكون. هناك العديد من كلا التصويرات الخيرة والمرعبة لشيفا. من الجوانب الخيّرة، يُصوَر على أنه يوغي مطلق العلم يعيش حياة زهد على جبل كيلاش إضافة لكونه رب أسرة تتألف من زوجته بارفاتي وطفليهما غانيشا وكارتيكيا. من الجوانب العنيفة، يُصور غالبًا يذبح الشياطين. يُعرف شيفا أيضًا باسم أديوغي شيفا، ويُعتبر راعي اليوغا والتأمل والفنون.
تتمثل السمات الأيقونية (المتعلقة بدراسة الأيقونات) لشيفا في الأفعوان الملتف على عنقه، والهلال المزخرف، ونهر الغانج المقدس المتدفق من شعره الأشعث، والعين الثالثة في جبهته، والتريشولا أو الرمح الثلاثي، وهو سلاحه، وطبل دامارو. يُعبد عادة في هيئة لينغام الغيبية. شيفا إله لعموم الشعب الهندوسي، يُبجل على نطاق واسع من قبل الهندوس في الهند ونيبال وسريلانكا.

## اشتقاقات وأسماء أخرى
في أقدم النصوص الفيدية، تعني كلمة شيفا: الميمون، المقدس. هي غير متعلقة بأي إله، لكنها تشير إلى صفة المقدس والميمون.
في النصوص الفيدية اللاحقة، يصبح شيفا إلهًا. يُدعى شيفا ببراهمان، الوعي الكوني الأعلى. تعني كلمة شيفوهام وعي فرد واحد، يقول الرب أنه كلي القدرة، كلي الوجود، إذ يتبدّى في هيئة وعي المرء. سُمي في تاميل بأسماء أخرى غير شيفا. ناتاراجا (الهيئة الراقصة لشيفا)، ورودرا (الهيئة الغاضبة لشيفا)، ودهاكشينامورثي (هيئة اليوغا لشيفا). ناتاراجا هي هيئة شيفا الوحيدة التي تُعبد في صيغة شكل بشري. يُعبد في أماكن أخرى في شكل لينغام. تقع معابد باتشا بوثا في جنوب الهند. تشير عبارة بانشا بوثا ستالام إلى خمسة معابد مكرسة لشيفا. أثرى عبدة شيفا المدعوون بالنايانار الثلاثة وستين الأدب التاميلي.
تعني الكلمة السنسكريتية «śiva» (بالديوناكري: शिव ، تُترجم أيضًا إلى shiva)، كما صرح مونيير مونيير ويليامز، «الميمون، والنافع، والمنّان، والحميد، واللطيف، والكريم، والودود». إن جذور كلمة śiva في دراسة أصول الكلمات التراثية هي كلمة śī وتعني «الذي تكمن فيه كل الأشياء، التغلغل» و va التي تعني «تجسيد النعماء».
استُخدمت كلمة شيفا كصفة في ريجفدا (1700 – 1100 ق.م تقريبًا)، لقبًا للعديد من الآلهة الريجفديين، بمن فيهم رودرا. يعني مصطلح شيفا أيضًا «التحرر، الانعتاق النهائي» و «الميمون»، هذا الاستخدام الدلالي للصفة موجه للعديد من الآلهة في طبقات الأدب الفيدي. تطور المصطلح من رودرا–شيفا الفيدي إلى الاسم شيفا في الملاحم والبورانات، بوصفة إلهًا ميمونًا هو «الخالق، والمولّد والمبدد».
يُظهر مصطلحا شارفا، وشارابها اشتقاقًا آخر من الجذر السنسكريتي śarv-، الذي يعني «أن تنزل أذًى جسديًا» أو «أن تقتل»، يفسر الاسم ليصبح معناه «القادر على قتل قوى الظلام».
تعني الكلمة السنسكريتية śaiva «متعلق بالإله شيفا»، وهذا المصطلح هو الاسم السنسكريتي الذي يُطلق على واحدة من الطوائف الهندوسية الأساسية وعلى معتنق هذه الطائفة أيضًا. يُستخدم باعتباره صفةً لوسم معتقدات وممارسات محددة، مثل الشيفاوية.
تفسر ترتيلة فيشنو ساهاسراناما كلمة شيفا فتحمّلها عدة معان: «النقيّ»، و«الذي لا تأثير لغونات براكريتي الثلاث (سفاتا، وراجاس، وتاماس) عليه».
يُعرف شيفا بعديد من الأسماء مثل فيسواناثا (سيد الكون)، وماهاديفا، وماهانديو، وماهاسو، وماهيشا، وماهيشفارا، وشانكارا، وشامبهو، ورودرا، وهارا، وتريلوتشانا، وديفيندرا (رئيس الأرباب)، ونيلاكانتا، وسوبهانكارا، وتريلوكيناثا (سيد الممالك الثلاث)، وغرنيشوار (سيد الرأفة). يتجلى التبجيل الأعلى لشيفا في الشيفاوية في ألقابه ماهاديفا («الرب العظيم»؛mahā تعني «عظيم» deva تعني «رب»)، وماهيسفارا («السيد العظيم»؛ mahā تعني «عظيم» īśvara تعني «سيد»)، وباراميسفارا («السيد الأعلى»).
الساهاسراناما نصوص هندية قروسطية تحصي ألف اسم مشتق من جوانب وألقاب إله ما. توجد على الأقل ثماني نسخ من ساهاسراناما شيفا، وتسرد الترتيلات التعبدية (السوترات) العديد من أسماء شيفا. تقدم النسخة التي تظهر في الكتاب الثالث عشر (أوساسانابارفان) من المهابهارتا قائمة شبيهة بهذه. لشيفا أيضًا داشا - ساهارسانامات (10,000 اسم) يمكن العثور عليها في الماهانياسا. الشري رودرام تشاماكام، وتُعرف أيضًا باسم ساتارودريا، هي ترتيلة تعبدية لشيفا تمجده باستخدام العديد من الأسماء.

## التطور التاريخي والأدب
الطريقة المتعلقة بشيفا جزء أساسي من الهندوسية، تنتشر في كافة أرجاء شبه القارة الهندية، مثل الهند، ونيبال، وسريلانكا، ومناطق جنوب شرق آسيا، كبالي واندونيسيا. فسر العلماء الرسومات قبل التاريخية الأولى التي وُجدت في ملاجئ بيمبتكا الصخرية، وترجع إلى الفترة السابقة لعام 10,000 ق.م بحسب تأريخ الكربون المشع، على أنها شيفا يرقص، ورمح شيفا الثلاثي، وجبله ناندي. وصف إروين نيوماير الرسومات الصخرية المكتشفة في بيمبكتا، والتي تصور شخصية تحمل تريشولًا، بأنها ناتاراجا، وأرجع تاريخها إلى العصر الحجري المتوسط.</ref> as Shiva dancing, Shiva's trident, and his mount Nandi.

### أصول وادي السند
من بين العديد من أختام وادي السند التي تُظهر حيوانات، هناك ختم واحد لفت الانتباه، إذ يُصور شخصية مركزية ضخمة، إما ذو قرون أو يرتدي غطاء رأس ذو قرون ومن الممكن أن تكون فالوس (قضبان منتصبة)، جالس بوضعية تذكر بوضعية زهرة اللوتس، ومحاط بالحيوانات. أطلق منقبو موهينجو – دارو الأوائل على هذه الشخصية اسم باشوباتي (سيد الحيوانات)، وهو لقب للآلهة الهندوسيين اللاحقين شيفا ورودرا.
يقترح السير جون مارشال وآخرين أن الشخصية هي نموذج أولي لشيفا، له ثلاثة أوجه، جالس في «وضعية يوغا» بركبتين بارزتين وقدمين مضمومتين. فُسرت الأشكال نصف الدائرية على الرأس على أنها قرنان. أظهر باحثون مثل غافين فلود، وجون كي ودوريس ميث سرينيفاسان شكوكًا بالنسبة لهذا الاقتراح.
يصرح غافين فلود قائلًا إنه من غير الواضح من الختم ما إذا كانت الشخصية لها ثلاثة أوجه، أم جالسة في وضعية يوغا، أم حتى إذا كان الشكل يهدف إلى تمثيل هيئة بشرية. يصف هذه الآراء بأنها «تخمينية»، لكنه يضيف قائلًا إنه من الممكن رغم ذلك أن تكون هناك تكرارات لموضوعات شيفا الأيقونية، كالأشكال نصف القمرية التي تمثل قرني ثور. كتب جون كي أنه «قد يكون بالفعل ظهورًا مبكرًا للسيد شيفا باعتباره باشوباتي»، لكن بضعًا من خصائصه في هذا الشكل لا تتطابق مع رودرا. فسرت سرينيفاسان بكتاباتها في عام 1997 ما فسره جون مارشال على أنه وجهيّ بأنه ليس بشريًا بل أكثر بقريةً، قد يكون رجلًا–ثورًا إلهيًا.
ما زال تفسير الختم موضع جدال. مكإيفيلي مثلًا، يصرح بأنه من غير الممكن «تعليل هذه الوضعية خارج نطاق اليوغا». يذكر أسكو باربولا أن المكتشفات الأثرية الأخرى مثل الأختام العيلامية الأولى التي يعود تاريخها إلى 3000 – 2750 ق.م تظهر شخصيات شبيهة وجرى تفسيرها على أنها «ثور جالس» لا يوغي، ويُرجح أن التفسير البقري أكثر دقة. ربطها غريغوري إل. بوسيل في عام 2002 بثور الماء، واستنتج أنه بينما قد يكون من الملائم الاعتراف بالشخصية على أنها إله، ووضعيته تهذيب شعائري، لكن اعتباره نموذجًا أوليًا لشيفا سيكون «تماديًا».